# Партія «Солідарність жінок України»
Партія «Солідарність жінок України» — українська політична партія, створена 23 грудня 1999 року.

## Історія

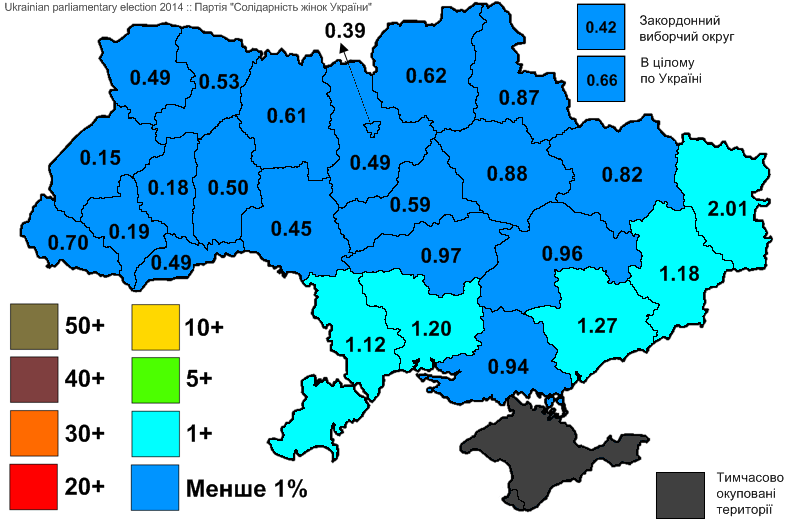
Результати виборів до ВР України. 2014 рік.

На початку 1999 року жінки, члени Всеукраїнського жіночого об'єднання «Солідарність», виступили з ініціативою щодо створення своєї партії. У листопаді 1999 року нова партія «Солідарність жінок України» була створена. Головою партії одностайно обрали народну депутатку України, державну і наукову діячку Валентину Гошовську. Зареєстрована Міністерством юстиції України 23 грудня 1999 року (реєстраційний номер 1288).
Сьогодні регіональні партійні організації «Солідарність жінок України» працюють у 22 областях України, АР Крим, містах Києві та Севастополі. Члени партії ставлять собі за мету свої знання, сили, ініціативу направити на перебудову суспільства, повернути жінці віру в себе, забезпечити вільний вибір у праці, навчанні, сім'ї, рівну відповідальність, рівні права та можливості як для жінок, так і для чоловіків.
Влітку новообраною головою партії стала Суменкова Галина Сергіївна. За фахом — економістка, має кандидатський мінімум. У 2015 році закінчила Українську школу законотворчості Інституту Верховної Ради України за магістерським курсом «Європейське парламентське право».
Трудовий шлях Галини Суменкової:
- з 1992 по 2006 роки в Державній податковій службі України;
- з 2006 по 2014 роки в Міністерстві фінансів України (двічі була членом Методологічної ради при Міністерстві фінансів України);
- з 2014 до сьогодні — Апарат Верховної Ради України.
- з 2015 року — Голова партії «Солідарність жінок України».

Партія взяла участь у виборах до Верховної Ради України IV скликання у 2002 р., висунувши чотири члени партії в одномандатних виборчих округах, які не мали достатньої підтримки виборців.
Партія брала участь у парламентських виборах 2006 року в складі блоку «Виборчий блок „Євген Марчук — Єдність“», на яких отримала 0,06 % голосів виборців.
На виборах до місцевих органів влади, які відбулися 31 жовтня 2010 року, партія здобула 9 мандатів депутатів різних рівнів.
У 2014 році партія взяла участь у позачергових виборах до Верховної Ради України і стала 13-ю серед 29 партій, що брали участь у виборчих перегонах. СЖУ йшла наступною за «Правим сектором».
25 жовтня 2015 року партією було прийнято рішення висунути кандидатів від партії на місцевих виборах. У Томаківському районі Дніпропетровської області депутатами від СЖУ стали 4 особи, а в місті Ірпінь Київської області успіху досягли 3 кандидатів.
«Переконана, що ми вистоїмо ці труднощі, адже є попередній досвід виживання в період криз у нашій країні; ряд законопроєктів, зокрема зменшення цін на харчі та ліки, зменшення годин робочого тижня у період вагітності, догляду за дітьми та в пенсійному віці, не тільки розроблено за нашої участі, а вже зареєстровано у Верховній Раді України, і саме тому потребують нашої, жіночої громадської підтримки» (Суменкова Г. С.).
У 2014 році від партії балотувалася під № 3 Шилова Вікторія Віталіївна. Партія не пройшла до ВРУ.